# Компютър със запаметена програма
Компютър със запаметена програма (на английски: stored-program computer) е компютър, при който програмните инструкции са записани в електронна компютърна памет. Често тази дефиниция се разширява с изискването обработката на програмата и данните в паметта да е взаимозаменяема и равномерна.
Компютър с архитектура на фон Нойман съхранява програмните инструкции и данните в една и съща памет докато компютър с Харвардска архитектура има отделни памети за програмите и данните.
Понякога компютър със запаметена програма се употребява като синоним на архитектура на фон Нойман,, но други считат, че това е исторически неточно. Първите машини с Харвардска архитектура били третирани като реакционни от привържениците на компютрите със запаметена програма.
Идеята за съхранена програма датира от 1936, когато е публикувана теоретичната концепция за универсалната машина на Тюринг. Фон Нойман е бил запознат с този труд и го е препоръчвал на сътрудниците си.
Много от първите исторически компютри, например компютърът на Атанасов-Бери, не са от този тип. Те изпълняват една-единствена програма, зададена хардуерно. Тъй като липсват програмни инструкции, не е необходимо записване на програмата в паметта. Други компютри, макар и програмируеми по принцип, съхраняват програмите си на перфолента, която се захранва механично в компютъра, или получават поредицата от инструкции, която управлява действията им, по друг начин, например чрез превключване на щепсели и релета.
През 1936 Конрад Цузе прави две заявки за патенти, в които предугажда запомнянето на машинните инструкции в същото пространство, в което се запаметяват данните.
Съществуват редица кандидати за това кой е първият компютър със запаметена програма:
- компютърът Манчестърска дребномащабна експериментална машина (на английски: Small-Scale Experimental Machine, SSEM) в Манчестърския университет [16] се възприема най-общо като първи (21 юни 1948),[17][18], но други го считат по-скоро за прототип на Manchester Mark 1, влязъл в действие през април 1949.
- компютърът EDSAC в Кеймбридж (1949)[19]
- компютърът IBM SSEC (1948)[20] (твърдението е спорно поради йерархичната система на паметта и наличието на някои механични елементи за управление).[21]
- компютърът EDVAC (1949), разработен от създателите на ENIAC, е първият с двоична система, при който програмите се съхраняват в паметта, вместо да се задават чрез промяна на физическото свързване на електронните компоненти.
- МЭСМ (на руски: Малая электронная счётная машина) е първият компютър в СССР и континентална Европа (1951).[22]